# 安師村
安師村（あなしむら）は、かつて兵庫県に存在していた村。宍粟郡に属した。
旧村域は現在の姫路市安富町のほぼ南半分に相当する。

## 概要
現在の姫路市安富町名坂、三森、安志、長野、塩野、植木野、狭戸、三坂、瀬川に相当する。

## 沿革
- 1889年（明治22年）4月1日 - 町村制施行に伴い宍粟郡安師村発足。
- 1956年（昭和31年）7月1日 - 富栖村と合併し安富町が発足。同日安師村消滅。